# Colostygia feusteli
Colostygia feusteli là một loài bướm đêm trong họ Geometridae.